# لوكي (موسيقي)
كريم دينيس (من مواليد 23 مايو 1986)، المعروف باسمه الفني لوكي، هو مغني راب وناشط بريطاني من لندن. أصبح معروفًا لأول مرة من خلال سلسلة من الأشرطة المختلطة التي أصدرها قبل أن يبلغ الثامنة عشرة من عمره، عرف بأغاني الراب السياسية.

## روابط خارجية
- لوكي على موقع IMDb (الإنجليزية)
- لوكي على موقع ميوزك برينز (الإنجليزية)
- لوكي على موقع أول ميوزيك (الإنجليزية)
- لوكي على موقع ديسكوغز (الإنجليزية)